# Sten Regnell
Sten Harald Regnell, född 24 augusti 1926 i Västervik, död 11 januari 2006, var en svensk målare, civilingenjör och författare.
Han var son till Harald Regnell och Dagmar Wahlbom och från 1957 gift med Blenda Regnell. Han utbildade sig till civil- och mariningenjör och bedrev självstudier i målning och teckning under resor till bland annat Nordnorge och Norra Ishavet 1946–1952. Han ställde ut på Kungliga biblioteket i Stockholm 1958 och medverkade i ett flertal utställningar Tyskland bland annat i Düsseldorf, Essen och Saarbrücken. Trots sitt heltidsarbete inom industrin var han otroligt produktiv som konstnär, illustratör och författare. Bland annat illustrerade han flera årsskrifter för Svenska turistföreningen, Skid- och friluftsfrämjandets årsböcker, Sveriges natur 1955–1957 och Svensk jakt 1953–1959. Han skrev ett hundratal artiklar för olika tidningar och tidskrifter. Han skrev även flera egna böcker, där den mest kända är Havsband  från 1959. Hans konst består förutom illustrationer av skärgårdsskildringar utförda i svartpenna, blyerts, litokrita, pastell eller färgkritor. Regnell är representerad vid Nationalmuseum  och vid Moderna museet i Stockholm. Han är gravsatt på Risinge kyrkogård.